# ميخائيل ماكدونالد (مقاتل)
ميخائيل ماكدونالد (بالإنجليزية: Michael McDonald) هو فنان قتال مختلط أمريكي، ولد في 15 يناير 1991 في موديستو في الولايات المتحدة.

## وصلات خارجية
- ميخائيل ماكدونالد على موقع يو إف سي (الإنجليزية)
- ميخائيل ماكدونالد على موقع شيردوغ (الإنجليزية)
- ميخائيل ماكدونالد على موقع Tapology.com (الإنجليزية)
- ميخائيل ماكدونالد على موقع IMDb (الإنجليزية)
- ميخائيل ماكدونالد على موقع قاعدة بيانات الفيلم (الإنجليزية)